# Acalypha venezuelica
Acalypha venezuelica é uma espécie de flor do gênero Acalypha, pertencente à família Euphorbiaceae.